# Temporada 1971-72 de la NBA
La temporada 1971-72 de la NBA fue la vigesimosexta en la historia de la liga. La temporada finalizó con Los Angeles Lakers como campeones tras ganar a New York Knicks por 4-1.

## Aspectos destacados
- Como motivo del 25º aniversario de la fundación de la NBA moderna, la liga reveló un nuevo logo, inspirado en el de la Major League Baseball, para conmemorar la ocasión. Incluía una silueta blanca de un jugador de baloncesto driblando, enmarcado en color rojo y azul. Jerry West, de Los Angeles Lakers, sirvió como modelo del logotipo. West ganó el único campeonato de la NBA durante esta temporada.
- San Diego Rockets se trasladó a Houston, Texas y se convirtió en Houston Rockets.[1]
- San Francisco Warriors fue renombrado a Golden State Warriors debido al trasladó de la Bahía de San Francisco a Oakland.[1]
- El All-Star Game de la NBA de 1972 se disputó en el Forum de Inglewood, California, con victoria del Oeste sobre el Este por 112-110. Jerry West, de los locales Lakers, se hizo con el premio al MVP del encuentro.
- Las 69 victorias de los Lakers establecieron un nuevo récord de triunfos en temporada regular en la historia de la NBA. Esta marca duraría 24 temporadas, hasta que fue superado por los Chicago Bulls de la temporada 1995-96 (72 victorias).[1]
- Elgin Baylor, de los Lakers, anunció su retirada del baloncesto tras nueve partidos de temporada regular. Al día siguiente de retirarse, los Lakers dieron comienzo a una racha de triunfos que duró dos meses, en los que ganaron 33 partidos. Este récord aún se mantiene vigente como la mayor racha de victorias en la historia de la NBA y del deporte profesional estadounidense.[1] Además, al final de temporada, estando ya retirado, su equipo logró por fin conseguir el campeonato que a él se le negó durante toda su carrera. Dos grandes ironías del destino para uno de los mejores jugadores de toda la historia.

## Clasificaciones
| Equipo             | V  | D  | %V   | P  |
| ------------------ | -- | -- | ---- | -- |
| Boston Celtics     | 56 | 26 | .683 | -  |
| New York Knicks    | 48 | 34 | .585 | 8  |
| Philadelphia 76ers | 30 | 52 | .366 | 26 |
| Buffalo Braves     | 22 | 60 | .268 | 34 |

| Equipo              | V  | D  | %V   | P  |
| ------------------- | -- | -- | ---- | -- |
| Baltimore Bullets   | 38 | 44 | .463 | -  |
| Atlanta Hawks       | 36 | 46 | .439 | 2  |
| Cincinnati Royals   | 30 | 52 | .366 | 8  |
| Cleveland Cavaliers | 23 | 59 | .280 | 15 |

| Equipo          | V  | D  | %V   | P  |
| --------------- | -- | -- | ---- | -- |
| Milwaukee Bucks | 63 | 19 | .768 | -  |
| Chicago Bulls   | 57 | 25 | .695 | 6  |
| Phoenix Suns    | 49 | 33 | .598 | 14 |
| Detroit Pistons | 26 | 56 | .317 | 37 |

| Equipo                 | V  | D  | %V   | P  |
| ---------------------- | -- | -- | ---- | -- |
| Los Angeles Lakers C   | 69 | 13 | .841 | -  |
| Golden State Warriors  | 51 | 31 | .622 | 18 |
| Seattle SuperSonics    | 47 | 35 | .573 | 22 |
| Houston Rockets        | 34 | 48 | .415 | 35 |
| Portland Trail Blazers | 18 | 64 | .220 | 51 |

* V: Victorias
* D: Derrotas
* %V: Porcentaje de victorias
* P: Partidos de diferencia respecto a la primera posición
* C: Campeón

## Playoffs
|  | Semifinales de Conferencia | Semifinales de Conferencia | Semifinales de Conferencia |   |             | Finales de Conferencia | Finales de Conferencia | Finales de Conferencia |  |    | Finales de la NBA | Finales de la NBA | Finales de la NBA |
|  |                            |                            |                            |   |             |                        |                        |                        |  |    |                   |                   |                   |
|  | A1                         | Boston                     | 4                          |   |             |                        |                        |                        |  |    |                   |                   |                   |
|  | C2                         | Atlanta                    | 2                          |   |             |                        |                        |                        |  |    |                   |                   |                   |
|  | C2                         | Atlanta                    | 2                          |   | A1          | Boston                 | 1                      |                        |  |    |                   |                   |                   |
|  | Conferencia Este           |                            |                            |   | A1          | Boston                 | 1                      |                        |  |    |                   |                   |                   |
|  |                            | A2                         | New York                   | 4 |             |                        |                        |                        |  |    |                   |                   |                   |
|  | C1                         | A2                         | New York                   | 4 | Baltimore   | 2                      |                        |                        |  |    |                   |                   |                   |
|  | C1                         |                            |                            |   | Baltimore   | 2                      |                        |                        |  |    |                   |                   |                   |
|  | A2                         | New York                   | 4                          |   |             |                        |                        |                        |  |    |                   |                   |                   |
|  | A2                         | New York                   | 4                          |   |             |                        |                        |                        |  | A2 | New York          | 1                 |                   |
|  |                            |                            |                            |   |             |                        |                        |                        |  | A2 | New York          | 1                 |                   |
|  |                            | P1                         | Los Angeles                | 4 |             |                        |                        |                        |  |    |                   |                   |                   |
|  | M1                         | P1                         | Los Angeles                | 4 | Milwaukee   | 4                      |                        |                        |  |    |                   |                   |                   |
|  | P2                         | Golden State               | 1                          |   |             |                        |                        |                        |  |    |                   |                   |                   |
|  | P2                         | Golden State               | 1                          |   | M1          | Milwaukee              | 2                      |                        |  |    |                   |                   |                   |
|  | Conferencia Oeste          |                            |                            |   | M1          | Milwaukee              | 2                      |                        |  |    |                   |                   |                   |
|  |                            | P1                         | Los Angeles                | 4 |             |                        |                        |                        |  |    |                   |                   |                   |
|  | P1                         | P1                         | Los Angeles                | 4 | Los Angeles | 4                      |                        |                        |  |    |                   |                   |                   |
|  | P1                         |                            |                            |   | Los Angeles | 4                      |                        |                        |  |    |                   |                   |                   |
|  | M2                         | Chicago                    | 0                          |   |             |                        |                        |                        |  |    |                   |                   |                   |

## Estadísticas
| Categoría                    | Jugador             | Equipo             | Estadísticas |
| ---------------------------- | ------------------- | ------------------ | ------------ |
| Puntos por partido           | Kareem Abdul-Jabbar | Milwaukee Bucks    | 34.8         |
| Rebotes por partido          | Wilt Chamberlain    | Los Angeles Lakers | 19.2         |
| Asistencias por partido      | Jerry West          | Los Angeles Lakers | 9.7          |
| Porcentaje de tiros de campo | Wilt Chamberlain    | Los Angeles Lakers | 64.9         |
| Porcentaje de tiros libres   | Jack Marin          | Baltimore Bullets  | 89.4         |

## Premios
- MVP de la Temporada
  -  Kareem Abdul-Jabbar (Milwaukee Bucks)
- Rookie del Año
  -  Sidney Wicks (Portland Trail Blazers)
- Entrenador del Año
  -  Bill Sharman (Los Angeles Lakers)

| - Primer Quinteto de la Temporada - Kareem Abdul-Jabbar, Milwaukee Bucks - Spencer Haywood, Seattle SuperSonics - John Havlicek, Boston Celtics - Jerry West, Los Angeles Lakers - Walt Frazier, New York Knicks | - Segundo Quinteto de la Temporada - Billy Cunningham, Philadelphia 76ers - Bob Love, Chicago Bulls - Wilt Chamberlain, Los Angeles Lakers - Nate Archibald, Cincinnati Royals - Archie Clark, Philadelphia 76ers/Baltimore Bullets |

| - Primer Quinteto Defensivo - Dave DeBusschere, New York Knicks - John Havlicek, Boston Celtics - Wilt Chamberlain, Los Angeles Lakers - Jerry West, Los Angeles Lakers - Walt Frazier, New York Knicks (empate) - Jerry Sloan, Chicago Bulls (empate) | - Segundo Quinteto Defensivo - Paul Silas, Phoenix Suns - Nate Thurmond, Golden State Warriors - Don Chaney, Boston Celtics - Norm Van Lier, Chicago Bulls - Bob Love, Chicago Bulls |

- Mejor Quinteto de Rookies
  - Sidney Wicks, Portland Trail Blazers
  - Clifford Ray, Chicago Bulls
  - Austin Carr, Cleveland Cavaliers
  - Elmore Smith, Buffalo Braves
  - Phil Chenier, Baltimore Bullets